# Raymond Couderc

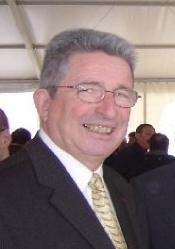
Raymond Couderc

Raymond Couderc (Bordeus, 1946) és un polític francès conservador de dreta. Milita a l'UMP (2007 - actualitat) i ja abans havia estat a la UDF (1993-1997]). De 1993 a 1997 va ser diputat al parlament francès. Des de 1995 és alcalde de Béziers. Va obtenir escó per al Consell Regional de Llenguadoc-Rosselló l'any 1998, va ser reelegit el 2004 i s'hi tornà a presentar, com a cap de llista de l'UMP, el 2010. Des de 2007 és senador de l'Erau. És president de la Communauté d'agglomération Béziers Méditerranée d'ençà que la va crear ell mateix, el 2002.